# Ca l'Escolà (Sant Bartomeu del Grau)
Ca l'Escolà és un edifici de Sant Bartomeu del Grau (Osona) inclòs a l'Inventari del Patrimoni Arquitectònic de Catalunya.

## Descripció
Es tracta d'un edifici de planta rectangular construït amb murs de pedres irregulars volgudament arrenglerades i poc morter. La construcció tenia originàriament tres pisos, comptant les golfes, de les que sols en resta la referència d'una de les finestres de la façana mig enrunada.
La teulada, que era a doble vessant, ha desaparegut igual que part de la façana principal.

## Història
Pertanyia a l'antiga parròquia de Sant Jaume d'Alboquers (abans de Sant Cugat), que actualment és sufragània de Sant Bartomeu del Grau.